# Жуки-хижаки
Стафілініди (Staphylinidae) — друга за чисельністю родина ряду твердокрилих. Налічує понад 46 тис. видів, які розповсюджені по всій Землі. 
Тіло стафілінід зазвичай видовжене, звужене до заднього кінця. Надкрила, як правило, вкорочені і покривають лише середньо- та задньогруди та перші стерніти черевця. Стафілініди мають добре розвинені щелепи, особливо у хижих видів. Вусики у більшості стафілінід довгі, ниткоподібні. Розміри стафілінід можуть варіюватися від кількох міліметрів до кількох сантиметрів. Забарвлення доволі різноманітне: від червоного і коричневого до сірого і чорного, часто з металевим блиском.
Стафілініди належать до комах з повним перетворенням (метаморфоз) і у життєвому циклі проходять стадії яйця, личинки, лялечки та імаго.
Вагомий внесок у вивчення стафілінід зробили О. О. Петренко (Київ), В. О. Кащеєв (Казахстан) та інші.

## Таксономія
Таксон вперше описаний у праці Latreille, P.A. 1802. Histoire Naturelle, Générale et Particulière des Crustacés et des Insectes. Ouvrage faisant suite à l'histoire naturelle générale et particulière, composée par Leclerc de Buffon, et rédigée par C. S. Sonnini, membre de plusieurs sociétés savantes. Tome troisième [3]. Dufart, Paris.

## Систематика
Підродини:
- Aleocharinae  Fleming, 1821
- Apateticinae  Fauvel, 1895
- Dasycerinae  Reitter, 1887
- Empelinae  Newton and Thayer, 1992
- Euaesthetinae  C. G. Thomson, 1859
- Glypholomatinae  Jeannel, 1962
- Habrocerinae  Mulsant and Rey, 1877
- Leptotyphlinae  Fauvel, 1874
- Megalopsidiinae  Leng, 1920
- Micropeplinae  Leach, 1815
- Microsilphinae  Crowson, 1950
- Neophoninae  Fauvel, 1905
- Olisthaerinae  C. G. Thomson, 1858
- Omaliinae  MacLeay, 1825
- Osoriinae  Erichson, 1839
- Oxyporinae  Fleming, 1821
- Oxytelinae  Fleming, 1821
- Paederinae  Fleming, 1821
- Phloeocharinae  Erichson, 1839
- Piestinae  Erichson, 1839
- Proteininae  Erichson, 1839
- Protopselaphinae  Newton and Thayer, 1995
- Pselaphinae  Latreille, 1802
- Pseudopsinae  Ganglbauer, 1895
- Scaphidiinae  Latreille, 1807
- Scydmaeninae  Leach, 1815
синоніми:
Scydmaenidae  Leach, 1815
Anisosphaeridae  Tömösváry, 1882
- Solieriinae  Newton and Thayer, 1992
- Staphylininae  Latreille, 1802
- Steninae  MacLeay, 1825
- Tachyporinae  MacLeay, 1825
- Trichophyinae  C. G. Thomson, 1858
- Trigonurinae  Reiche, 1865